# سلیوارووو
سلیوارووو (به بلغاری: Slivarovo) یک منطقهٔ مسکونی در بلغارستان است که در استان بورگاس واقع شده‌است.